# جورج ت. ألكسندر
رئيس الرقباء جورج ت. ألكسندر الابن (5 اغسطس 1971 - 22 أكتوبر 2005) كان أحد الجندي الأمريكي رقم ألفين الذي يقتل أثناء القتال في العراق منذ بداية غزو العراق عام 2003 وفقا لما ذكرته وكالة أنباء أسوشيتد برس.
توفي ألكسندر وهو أمريكي أفريقي في 22 أكتوبر 2005 في المركز الطبي لجيش بروك في سان أنطونيو بولاية تكساس بعد أن عولج متأثرا بجروح أصيب بها قبل خمسة أيام عندما انفجرت عبوة ناسفة محلية الصنع بالقرب من مركبة المشاة القتالية أم2 برادلي في مدينة سامراء.
خريج عام 1989 من مدرسة مقاطعة شيلتون الثانوية فقد قضى ألكسندر عامين من العمل كعامل بناء قبل الانضمام للجيش في عملية عاصفة الصحراء. في وقت وفاته كان يخدم في ثالث استدعاء له في العراق في الفرقة الأولى، كتيبة المشاة الخامسة عشرة، اللواء الثالث، فرقة المشاة الثالثة، من فورت بينينغ، جورجيا.
ترك ألكسندر بعد وفاته زوجته فينا وطفلين جساي والإسكندرية. دفنت جثته في حديقة أجي التذكارية في كلانتون، ألاباما.